# 게이오 다카오선
다카오 선(일본어: 高尾線 다카오 센[*]은 게이오 전철이 운영하는 철도 노선이다. 기타노 역과 다카오 산구치 역을 이으며, 전 구간이 일본 도쿄도 하치오지시에 있다.

## 노선 정보
- 노선거리: 8.6 km
- 궤도 간격 : 1372 mm
- 역 수: 7개 역(시점, 종점 역 포함)
- 복선 구간: 기타노 역 - 다카오 역 사이
- 단선 구간: 다카오역 - 다카오 산구치 역 사이
- 전력화구간: 전 선(직류 1500 볼트)
- 폐쇄 방식: 자동폐쇄식
- 보안장치: 자동열차정지장치(ATS)
- 최고속도: 시속 105 km

## 개요
전 노선이 도쿄 도의 하치오지 시 안에 위치하고 있다. 애초에는 메지로다이 역 근처를 비롯해 주택지개발을 위해서 개통되었으나, 야마다 역까지의 구간은 2차 세계대전 중에 폐선된 고료 선(御陵線)의 일부를 이용하여 1967년에 개통된 노선이다.
주오 본선으로 갈아 탈 수 있는 다카오역은 이 노선이 개통되기 전인 1961년, 그 전부터 있었던 '아사가와 역'(浅川駅)이 이름을 바꾼 것이다. 한편, 종착역인 다카오 산구치 역은 도쿄도 하치오지 시에 있는 산인 다카오 산(高尾山)의 등산을 위한 출입구가 있으며, 주변 정비도 되어 있다. 다카오 산부터 다카오 산구치 역까지는 단선 노선이다.
특급, 준특급, 급행, 통근 쾌속, 각역 정차 열차가 운행한다.
평일 아침 7:30~9:30에 신주쿠 역에 도착하는 급행, 통근 쾌속 열차의 진행 방향 맨 앞의 차량은 여성전용차량으로 지정된다.

## 역사
- 1931년 3월 20일 고료 선(御陵線) 기타노 역 - 고료 앞 역 구간이 개통됨.
- 1945년 1월 21일 전쟁으로 인해 고료선이 운행 중지됨.
- 1964년 6월 17일 야마다 - 다카오 산구치 구간의 철도 영업 면허를 인가받음.
- 1965년 2월 공사 시공 인가를 받음.
- 1967년 10월 1일 야마다 - 다카오 산구치 간 개통. 기존의 고료선 폐선 중 기타노 - 야마다 구간을 다카오 선으로서 부활시킴. 가타쿠라 역을 게이오 가타쿠라 역으로 개칭함.

## 역 목록
- 각역 정차와 쾌속, 구간급행, 준특급은 표기된 모든 역에 정차하므로 생략.
- 역간 거리의 단위는 킬로미터.
- 표시 설명
  - 일부 약자의 의미: 급: 급행, 특: 특급
  - ●표시 : 정차
  - ｜표시: 통과
- 소재지는 모든 역이 도쿄 도 하치오지 시이므로 생략.

| 역명            | 일본어 이름 | 역간 거리 | 누계 거리  | 누계 거리  | 정차역 | 접속 노선                                                                       |
| 역명            | 일본어 이름 | 역간 거리 | 기타노에서 | 신주쿠에서 | 급,특  | 접속 노선                                                                       |
| --------------- | ----------- | --------- | ---------- | ---------- | ------ | ------------------------------------------------------------------------------- |
| 기타노          | 北野        | -         | 0.0        | 36.1       | ●      | 게이오 전철: 게이오 전철 게이오 선 (직결 운행)                                  |
| 게이오 가타쿠라 | 京王片倉    | 1.7       | 1.7        | 37.8       | ｜     | JR (요코하마 선 가타쿠라역은 남동쪽으로 약 500m 떨어져 있음)                    |
| 야마다          | 山田        | 1.5       | 3.2        | 39.3       | ｜     |                                                                                 |
| 메지로다이      | めじろ台    | 1.1       | 4.3        | 40.4       | ●      |                                                                                 |
| 하자마          | 狭間        | 1.5       | 5.8        | 41.9       | ｜     |                                                                                 |
| 다카오          | 高尾        | 1.1       | 6.9        | 43.0       | ●      | JR 동일본：주오 본선(주오 쾌속선)                                               |
| 다카오산구치    | 高尾山口    | 1.7       | 8.6        | 44.7       | ●      | 다카오 등산 철도：케이블 카(기요타키 역(清滝駅)), 에코 리프트(산로쿠 역(山麓駅) |